# Svanehøj
Svanehøj Group A/S og Svanehøj Danmark A/S er en international dansk virksomhed, der udvikler, producerer og installerer væskepumper til den maritime sektor. Produkterne inkluderer brændstofpumper og kemikaliepumper, mens der udbydes serviceydelser til skibe og offshore-sektoren. Svanehøj Pumpefabrik blev etableret af F. Dam i Aalborg i 1928. Svanehøj Danmark A/S blev etableret i Svenstrup i 1969, hvor Svanehøj har hovedkvarter. Svanehøj Group A/S har ca. 400 ansatte og en årsomsætning på 1 mia. kroner (i Svanehøj Danmark er der ca. 200 ansatte). I 2024 blev Svanehøj overtaget af amerikanske ITT Inc., som ejer virksomheden igennem deres italienske datterselskab.